# 墨西哥金鱒
墨西哥金鱒，為麻哈魚屬的一個種，被IUCN列為易危保育類動物，是墨西哥特有的淡水魚，分布北美洲墨西哥西北部溪流，棲息在底中層水域，生活習性不明。

## 扩展阅读
維基物種上的相關：墨西哥金鱒